# روبرت تروها
روبرت تروها (بالكرواتية: Robert Troha) مواليد 28 يونيو 1977 في زغرب، جمهورية يوغوسلافيا الاشتراكية الاتحادية، هو لاعب كرة سلة كرواتي سابق. بدأ مسيرته الاحترافية في سنة 1997. يبلغ طوله 6 قدم 4.5 بوصة (1.9 م). اعتزل اللعب في 2011.

## المسيرة الاحترافية
لعب مع نادي غوريسا لكرة السلة من سنة 1997 إلى 1999، ثم لعب مع نادي دومدجالي لكرة السلة في موسم 2001–2002، ثم لعب مع زلاتوروج لاشكو من سنة 2004 إلى 2006، ثم لعب مع نادي دومدجالي لكرة السلة من سنة 2006 إلى 2008، ثم لعب مع نادي سيبونا لكرة السلة من سنة 2008 إلى 2010.

## روابط خارجية
- روبرت تروها على موقع الدوري الأوروبي لكرة السلة (الإنجليزية)
- روبرت تروها على موقع كرة السلة الأوروبية.كوم (الإنجليزية)
- روبرت تروها على موقع ريلجم (الإنجليزية)
- روبرت تروها على موقع بروبوليرز (الإنجليزية)
- روبرت تروها على موقع سبورتس رفرنس (الإنجليزية)